# Курант-марка

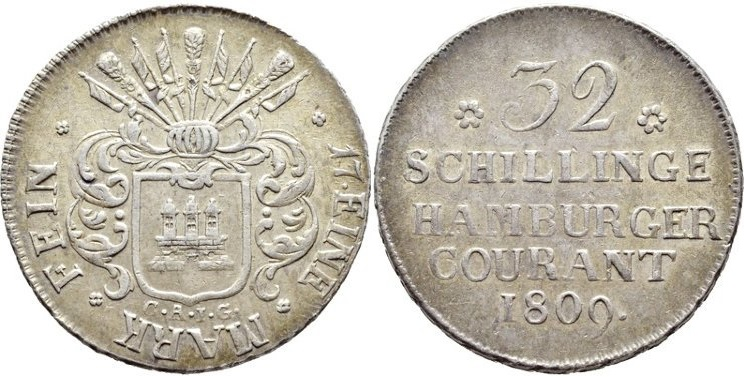
Гамбургзька монета номіналом в 32 шилінги, 1809 року. Надпис на аверсі монети: 1/17 (частина) доброї марки (нім. 17 EINE MARK FAIN). Еталон курант-марки

Курант-марка (нім. Kurantmark, фр. Mark Courant) — загальна одиниця рахунку по відношенню до срібних грошей, яка була основною в північних землях ганзенських міст та в сусідніх державах до введення Золотого стандарту у 1871 року.

## Історія
На початку своєї історії термін марка використовувався як вагова одиниця для срібних монет. Починаючи з ХІІІ століття у Любеку для розрахунків  стала використовуватися кельнська марка. З XV століття марка, як грошова одиниця, стала для багатьох німецьких, балтійських та скандинавських держав основною. З 1403 року 56/10 любекських марок прирівнювались до 1 вагової марки щирого срібла.
В 1506–1560 роках у Гамбурзі, Люнебурзі, Вісмарі та Любеку в обіг була введена державна марка. З 1524 року еталоном  вагової одиниці для всіх німецьких земель та земель Балтійського регіону стала слугувати кельнська марка вагою 233,856 грами. В 1566 році, після прийняття Аугсбургської державної грошової системи основною валютою став талер, але марка й далі відігравала важливу роль в монетних системах країн і дорівнювала 16 шилінгам, або ⅓ талера.
У XVIII столітті Гамбурзька та Любекська марка стала прирівнюватися до нового рейсталера. 32 шилінги = 1 рейхсталеру, тоді як девальвований талер = 9 шилінгам. Пізніше в ганзенських містах та в сусідніх князівствах для шилінгових та маркових монет був введений французький термін Курант (фр. Courant). З 1788 року цей термін став застосовуватися на землях Шлейзвіга та Гольштейну. До ХІХ століття курант-марка стала основною тогровою валютою. В 1871 році термін "Курант-марка" замінився на Голдмарку (нім. Goldmark) 